# Orzeszek (film)
Orzeszek (ang. Chestnut: Hero of Central Park) – amerykański film familijny z 2004 roku, który premierę miał 2006 roku.
Premiera filmu z polskim dubbingiem odbyła się 8 sierpnia 2018 roku na antenie Boomerang.

## Treść
Dwie dziewczynki, Sal i Ray, po śmierci rodziców trafiają do położonego na wsi domu dziecka. Pewnego dnia znajdują małego szczeniaka, z którym zaprzyjaźniają się. Nadają mu imię Orzeszek. Po pewnym czasie dowiadują się, że zostaną adoptowane przez pewne małżeństwo. Ponieważ wiedzą, że ich przybrani rodzice nie lubią zwierząt, postanawiają zabrać go ze sobą i ukrywać przed nimi. Jednak pies szybko rośnie i ukrywanie go w małym mieszkaniu staje się coraz bardziej kłopotliwe.

## Obsada
- Makenzie Vega – Sal
- Abigail Breslin – Ray
- Louis Ferreira – Matt Tomley
- Christine Tucci – Laura Tomley
- Justin Louis – Matt Tomley
- Irene Karas – Marta
- Barry Bostwick – Thomas Trundle
- Maurice Godin – Wesley
- Fred Ewanuick – Kosh
- Ethan Phillips – Marty

## Wersja polska
Wersja polska: SDI Media Polska

Reżyseria: Artur Tyszkiewicz

Dialogi polskie: Zofia Jaworowska

W rolach głównych:
- Justyna Kowalska – Laura Tomley
- Rafał Zawierucha – Marty
- Krzysztof Szczepaniak – Matt Tomley
- Jaśmina Niewęgłowska – Ray
- Elżbieta Gaertner – Rosamaria
- Olga Cybińska – Sal

W pozostałych rolach:
- Maksymilian Bogumił – Kosh
- Kamil Pruban – Wesley
- Joanna Węgrzynowska-Cybińska – Siostra Helena
- Andrzej Chudy – Thomas Trundle
- Izabella Bukowska-Chądzyńska – Lisa Sydney-Spencer
- Grzegorz Kwiecień – Weterynarz
- Monika Wierzbicka – Policjantka
- Janusz Wituch – Kucharz
- Nina Roguska – Mary
- Antonina Żbikowska
- Weronika Humaj
- Pamela Adamik
- Klaudia Bełcik
- Bożena Furczyk
- Magdalena Herman-Urbańska
- Klaudia Kuchtyk
- Monika Szomko
- Józef Grzymała
- Mateusz Kmiecik
- Miłosz Konieczny
- Hubert Paszkiewicz
- Michał Tomala
- Maciej Więckowski

i inni
Lektor: Maciej Orłowski